# العلاقات المالاوية الناميبية
العلاقات المالاوية الناميبية هي العلاقات الثنائية التي تجمع بين مالاوي وناميبيا.

## مقارنة بين البلدين
هذه مقارنة عامة ومرجعية للدولتين:
| وجه المقارنة                                              | مالاوي                     | ناميبيا      |
| --------------------------------------------------------- | -------------------------- | ------------ |
| المساحة (كم2)                                             | 118.48 ألف                 | 825.62 ألف   |
| عدد السكان (نسمة)                                         | 18.62 مليون                | 2.53 مليون   |
| الكثافة السكانية (ن./كم²)                                 | 157.16                     | 3.06         |
| العاصمة                                                   | ليلونغوي، زومبا            | ويندهوك      |
| اللغة الرسمية                                             | لغة إنجليزية، لغة الشيشيوا | لغة إنجليزية |
| العملة                                                    | كواشا ملاوية               | دولار ناميبي |
| الناتج المحلي الإجمالي (بليون دولار)                      | 6.30 مليار                 | 13.24 مليار  |
| الناتج المحلي الإجمالي (تعادل القوة الشرائية) بليون دولار | 22.43 مليار                | 25.60 مليار  |
| الناتج المحلي الإجمالي الاسمي للفرد دولار أمريكي          | 338                        | 4.67 ألف     |
| الناتج المحلي الإجمالي للفرد دولار أمريكي                 | 1.20 ألف                   | 9.96 ألف     |
| مؤشر التنمية البشرية                                      | 0.445                      | 0.628        |
| رمز المكالمات الدولي                                      | +265                       | +264         |
| رمز الإنترنت                                              | .mw                        | .na          |
| المنطقة الزمنية                                           | ت ع م+02:00                | ت ع م+02:00  |

## منظمات دولية مشتركة
يشترك البلدان في عضوية مجموعة من المنظمات الدولية، منها:
| علم المنظمة | اسم المنظمة                                                | تاريخ انضمام مالاوي | تاريخ انضمام ناميبيا |
| ----------- | ---------------------------------------------------------- | ------------------- | -------------------- |
|             | البنك الإفريقي للتنمية                                     | ?                   | ?                    |
|             | العملية المشتركة للاتحاد الأفريقي والأمم المتحدة في دارفور | ?                   | ?                    |
|             | مجموعة التنمية لأفريقيا الجنوبية                           | ?                   | ?                    |
|             | مؤسسة التمويل الدولية                                      | 19 يوليو 1965       | 25 سبتمبر 1990       |
|             | الاتحاد البريدي العالمي                                    | ?                   | ?                    |
|             | البنك الدولي للإنشاء والتعمير                              | 19 يوليو 1965       | 25 سبتمبر 1990       |
|             | منظمة التجارة العالمية                                     | ?                   | ?                    |
|             | منظمة حظر الأسلحة الكيميائية                               | ?                   | ?                    |
|             | الأمم المتحدة                                              | 1 ديسمبر 1964       | 23 أبريل 1990        |
|             | مجموعة دول أفريقيا والكاريبي والمحيط الهادئ                | ?                   | ?                    |
|             | الاتحاد الأفريقي                                           | ?                   | ?                    |
|             | وكالة ضمان الاستثمار متعدد الأطراف                         | 12 أبريل 1988       | 25 سبتمبر 1990       |
|             | منظمة الشرطة الجنائية الدولية                              | ?                   | ?                    |
|             | يونسكو                                                     | 27 أكتوبر 1964      | 2 نوفمبر 1978        |
|             | دول الكومنولث                                              | ?                   | ?                    |
|             | الاتحاد الدولي للاتصالات                                   | 19 فبراير 1965      | 25 يناير 1984        |